# Нілла Фішер
Нілла Фішер (швед. Åsa Nilla Maria Fischer, нар. 2 серпня 1984) — шведська футболістка, срібна призерка Олімпійських ігор 2016 року.

## Виступи на Олімпіадах
| Олімпіада           | Дисципліна | Місце |
| ------------------- | ---------- | ----- |
| Пекін 2008          | футбол     | 6     |
| Лондон 2012         | футбол     | 7     |
| Ріо-де-Жанейро 2016 | футбол     | 2     |

## Особисте життя
Відкрита лесбійка. У 2013 році дала інтерв'ю журналу QX, в якому оголосила про намір одружитися зі своєю партнеркою Марая-Мікаелою. Вони одружилися в грудні 2013 року.